# ジャン＝バティスト・アルバン

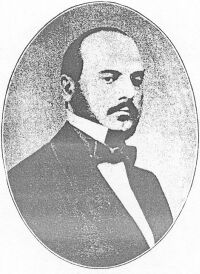
ジャン＝バティスト・アルバン

ジョゼフ・ジャン＝バティスト・ロラン・アルバン（Joseph Jean-Baptiste Laurent Arban, 1825年2月28日 - 1889年4月9日, 英語読みのアーバンで知られる）は、フランスのコルネット奏者、指揮者、教育者。ピストン式コルネットの最初の巨匠である。ヴァイオリンの名手パガニーニに影響を受けてコルネットの技巧的な奏法を開拓し、コルネットが真のソロ楽器たりうることを証明した。

## 生涯
フランスのリヨンにて商人をしていたサイモン・アルバンのもとに生まれる。また、彼の兄には気球乗りであるフランシスク・アルバンがいる。1841年から1845年まで、パリ音楽院にてフランソワ・ドーヴェルネ（en:François Dauverné）にトランペットを師事。1857年、エコール・ミリテール（en:École Militaire）のサクソルンの教授に推薦され、1869年にはパリ音楽院のコルネットの教授になる。そのときの生徒にメリ・フランカン（en:Merri Franquin）がいる。
1864年、「Grande méthode complète pour cornet à pistons et de saxhorn」（ピストン式コルネットとサクソルンのためのメトード）を出版した。現在「アーバン金管教本」として良く知られるこの教則本は「トランペットのバイブル」とも呼ばれ、未だに多くの金管楽器奏者が練習に使用している。また『ヴェニスの謝肉祭による変奏曲』は現在コルネット独奏の代表的作品として遺っている。
ベルリオーズは、『幻想交響曲』の第2楽章「舞踏会」にコルネットの技巧的なソロを追加した改訂版を残している。このソロはアルバンのために書かれたと考えられている。